# Sundainseln

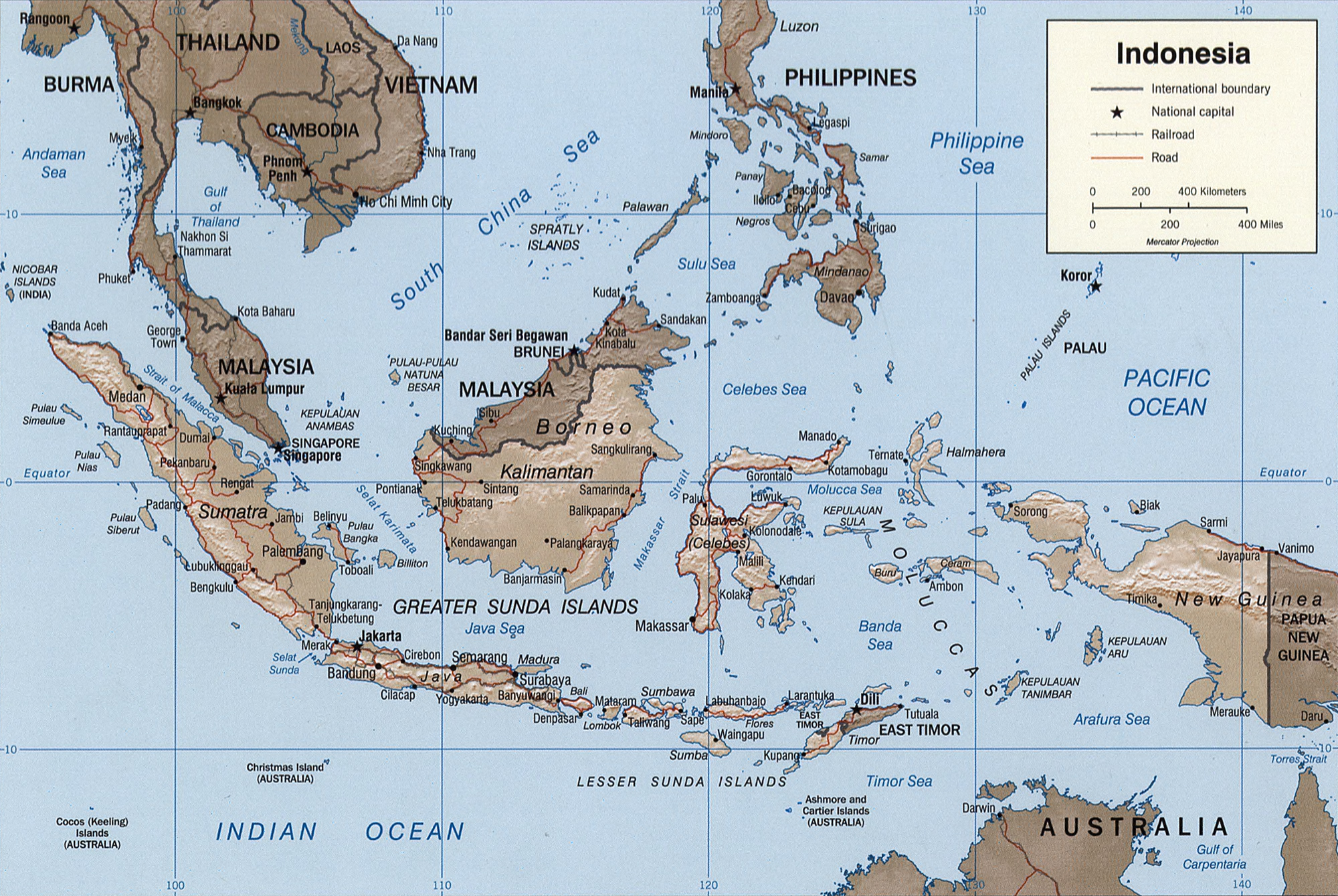
Die Sundainseln bilden den Westen des Malaiischen Archipels.

Die Sundainseln (Sundaarchipel) sind eine weitflächige Inselgruppe in Südostasien zwischen Australien und der Malaiischen Halbinsel mit vier sehr großen und tausenden kleiner Inseln.

## Geographie
Die Sundainseln sind Teil des Malaiischen Archipels, der in der Eiszeit – bei etwa 100 Meter tieferem Wasserstand – teilweise zusammenhängende Gebirgsketten und eine Landbrücke zu Hinterindien, dem Sundaland, bildete.
Die Sundainseln werden in Ost-West-Richtung in die sehr unterschiedlichen Großen und Kleinen Sundainseln unterteilt. Die Großen Sundainseln bestehen aus Sumatra im Westen, gegenüber der Malaiischen Halbinsel, dem südöstlich anschließenden Java, der indonesischen Hauptinsel, der drittgrößten Insel der Welt Borneo (Kalimantan) im Norden und Sulawesi (ehemals Celebes) im Osten.
Die Kleinen Sundainseln schließen sich östlich von Java an die Großen Sundainseln an. Ihre Hauptinseln sind Bali, Lombok, Sumbawa, Flores und Timor. Dazwischen liegen zahlreiche weitere kleine Inseln.
Alle großen und die meisten kleineren Sundainseln sind jeweils von einem Kranz noch kleinerer bis kleinster Inseln umgeben. Sumatra, Java und die Kleinen Sundainseln bilden gemeinsam den Sundabogen.
Der überwiegende Teil der Sundainseln gehört politisch zu Indonesien. Der Norden Borneos gehört zum größten Teil zu Malaysia, ein kleiner Teil bildet den Staat Brunei. Die Hälfte Timors bildet den unabhängigen Staat Osttimor, zu dem noch zwei kleine Inseln gehören.
Zwischen den Inseln liegen ringförmig um Borneo und Sulawesi folgende, bis zu 600 km breite Meere: Nordwestlich von Borneo das Südchinesische Meer, südlich die Javasee, östlich die Celebessee. Östlich von Sulawesi finden sich die Molukkensee und die Bandasee. Weitere Meere der Region sind die Floressee, die Sawusee und nach Süden hin die Timorsee.

## Fauna und Flora

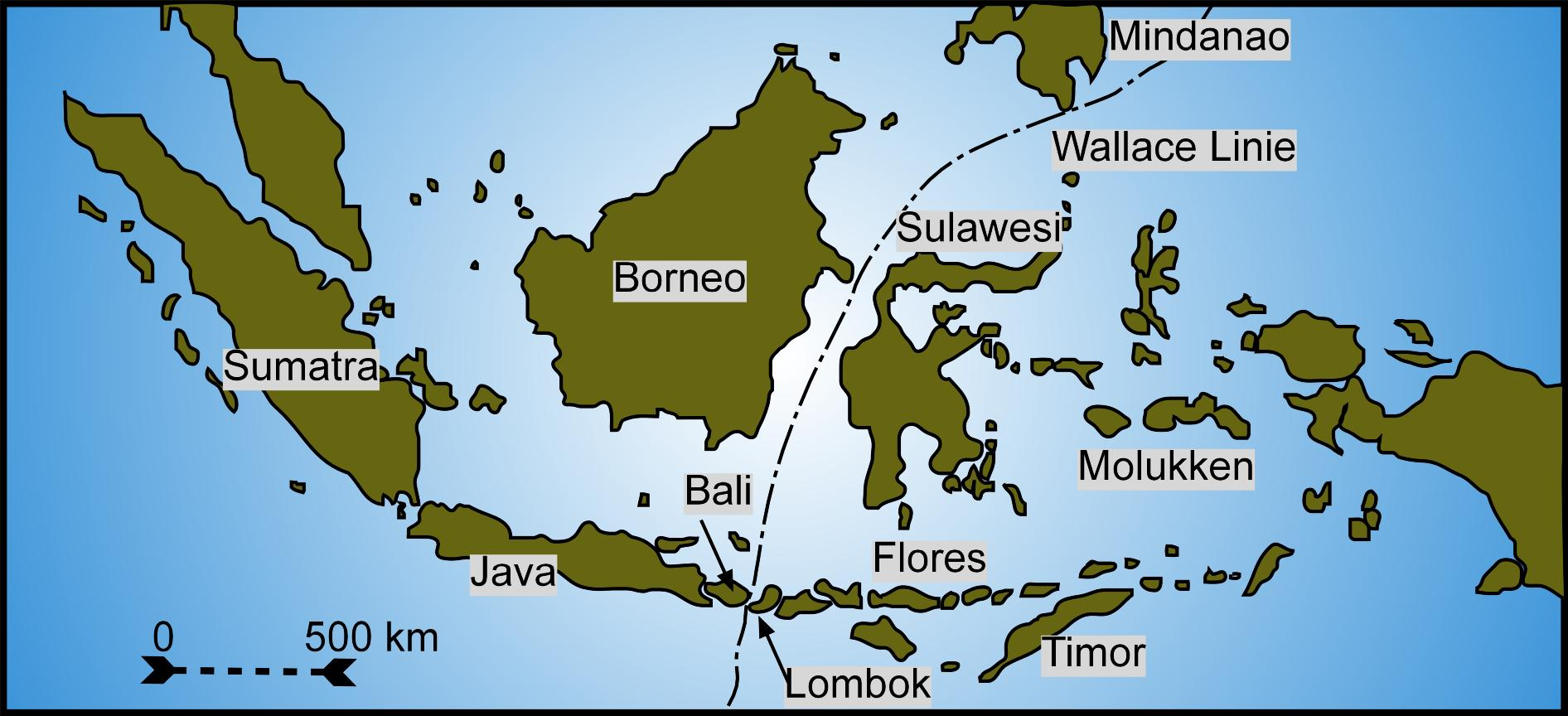
Verlauf der Wallace-Linie

Quer durch die Sundainseln führt die Wallace-Linie, die den Übergang der asiatischen Tier- und Pflanzenwelt in die australische markiert. Die Gewässer der östlichen Sundainseln gehören zum Korallendreieck, einer der artenreichsten Regionen überhaupt.

## Geschichte
Die Region war früh durch den Handel nach Indien und China geprägt. Hinduismus, Buddhismus und der Islam breiteten sich entlang der Handelswege aus. Mehrere Reiche wie zum Beispiel Srivijaya und Majapahit entstanden. Im frühen 16. Jahrhundert erreichten die Portugiesen als erste Europäer die Region und gründeten eigene Handelsposten und eroberten Städte. Spanier, Engländer und Niederländer folgten. Der Großteil der Sundainseln wurde Teil Niederländisch-Indiens, die heute malaysischen Gebiete und Brunei wurden britisch und die Portugiesen konnten sich bis 1975 die Kolonie Portugiesisch-Timor erhalten. Vor allem im östlichen Teil der Inseln sind daher größere Teile der Bevölkerung Christen.
Im Pazifikkrieg wurden die Sundainseln bis 1945 von den Japanern besetzt. Nach dem Krieg begann die Entkolonialisierung.